# Auguste Perdonnet
Jean-Albert-Vincent-Auguste Perdonnet, né le 12 mars 1801 à Paris et mort le 27 septembre 1867  à Cannes, est un ingénieur français issu d'une famille d'origine suisse. Il est directeur de l'École Centrale des Arts et Manufactures entre 1862 et 1867.

## Biographie
Fils de Vincent Perdonnet, agent de change, protestant et originaire de Vevey en Suisse, Auguste Perdonnet est né le 12 mars 1801 à Paris. Élève à Yverdon il bénéficie de l'enseignement de Johann Heinrich Pestalozzi. En 1821 il entre à l'École polytechnique de Paris ; accusé de carbonarisme, il est renvoyé l'année suivante pour activités politiques.
Il poursuit néanmoins ses études à l'École nationale supérieure des mines de Paris et effectue des voyages d'études en Allemagne et en Angleterre. Ces périples studieux en compagnie d'autres jeunes étudiants sont à l'origine de ses premières publications, notamment avec Léon Coste dès 1829, mais aussi avec Armand Dufrénoy et Élie de Beaumont.

## Contributions
Après la fin de ses études à l'école des Mines en 1830, il est réintégré comme ingénieur civil dans le Corps des Ponts, à la suite d'une intervention de Jean Ernest Reynaud.
Il entre ensuite dans les chemins de fer naissants en intégrant l'équipe d'ingénieurs travaillant sur le projet et la construction du chemin de fer de Paris à Saint-Germain. Cette entrée dans la Compagnie du Chemin de fer de Paris à Saint-Germain lui permet de travailler, notamment avec les « frères » Flachat, Eugène et Stéphane, Émile Clapeyron et Gabriel Lamé.
De 1836 à 1840 il est directeur de la rédaction du Journal de l'industriel et du capitaliste.
Il est avec Émile Auguste Payen ingénieur en chef des travaux de construction du viaduc de Meudon.
Un décret du 14 juin 1862 nomme Auguste Perdonnet, comme successeur d'Alphonse Lavallée, à la direction de l'École Centrale des Arts et Manufactures. À son nouveau poste, il va soutenir activement son prédécesseur pour la création d'une association des anciens élèves dont l'assemblée générale constitutive a lieu le 3 novembre 1862. Il en préside le premier banquet annuel qui a lieu le soir même.
Il aura consacré sa vie, travail et enseignement, aux chemins de fer.
Il est inhumé au cimetière du Père-Lachaise (division 4).

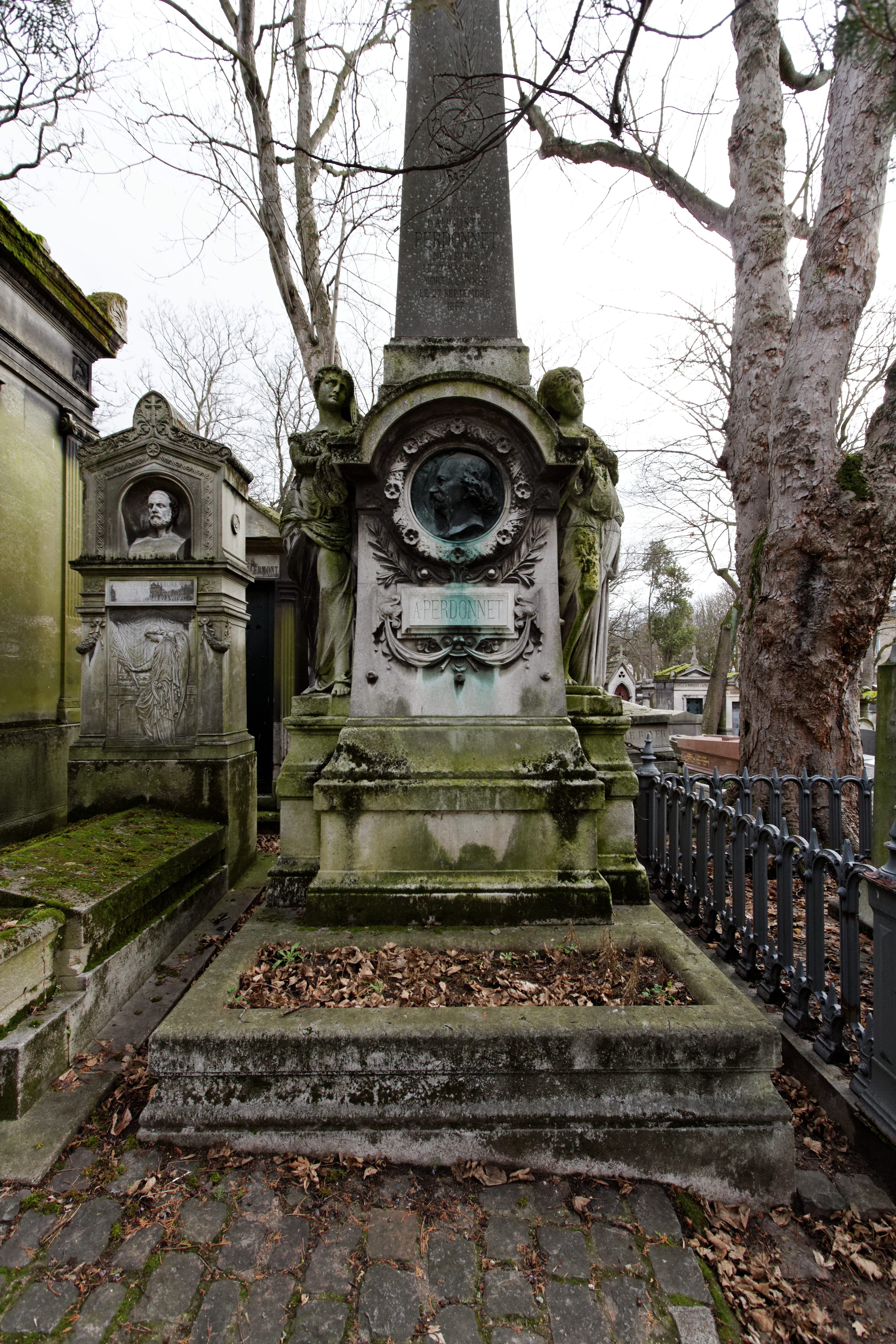
Tombe d'Auguste Perdonnet (cimetière du Père Lachaise, division 4), œuvre de Vital-Dubray.

## Publications
- Léon Coste et Auguste Perdonnet, Mémoire sur les chemins à ornières, Paris, Bachelier, 1830, 200 p. (lire en ligne)
- Auguste Perdonnet, Gabriel Lamé et Émile Clapeyron, Notices sur les chemins de fer, 1832
- Auguste Perdonnet, Notice sur les avantages des chemins de fer comparés aux autres voies de communication artificielle lue à l'Association polytechnique dans sa séance du 16 mai 1832, dans Association polytechnique. Compte rendu trimestriel, juillet 1832, p. 9-33 (lire en ligne)
- Auguste Perdonnet, De l'histoire et de la nature de la propriété souterraine, Paris, Félix Locquin, 1835, 43 p. (lire en ligne)
- Armand Dufrénoy, Léonce Élie de Beaumont, Auguste Perdonnet et Léon Coste, Voyage métallurgique en Angleterre : ou recueil de mémoires sur le gisement, l'exploitation et le traitement des minerais de fer, étain, plomb, cuivre, zinc, et sur la fabrication de l'acier, dans la Grande-Bretagne, t. 1, Paris, Bachelier, 1837, 2e éd., 735 p. (lire en ligne)
- Armand Dufrénoy, Léonce Élie de Beaumont, Auguste Perdonnet et Léon Coste, Voyage Métallurgique en Angleterre : ou recueil de mémoires sur le gisement, l'exploitation et le traitement des minerais de fer, étain, plomb, cuivre, zinc, et sur la fabrication de l'acier, dans la Grande-Bretagne, t. 2, Paris, Bachelier, 1839, 2e éd., 607 p. (lire en ligne)
- Auguste Perdonnet, Notions gėnėrales sur les chemins de fer, Paris, Lacroix et Baudry, 1859
- Auguste Perdonnet, Traité élémentaire des chemins de fer, t. I, Paris, 1, 1865, 3e éd.
  - En ligne : t. 1 ; t. 2 ; t. 3 ; t. 4
- Auguste Perdonnet (dir.), Camille Polonceau et Eugène Flachat, Nouveau portefeuille de l'ingénieur des chemins de fer, Paris, Eugène Lacroix, 1866 (1re éd. 1843), 592 p. (lire en ligne)
- Auguste Perdonnet, Les chemins de fer, 1866 — Conférence populaire

## Sources
- Fonds : Famille Perdonnet (1771 - 1925) [2,60 mètres linéaires].  Cote : CH-000053-1 P Perdonnet. Archives cantonales vaudoises (présentation en ligne).

### Hommages
- Membre de la Société helvétique des sciences naturelles
- Chevalier de la Légion d'honneur en 1851, puis Officier (1857) et Commandeur (1866)[4]
- Son nom est inscrit sur la tour Eiffel.
- Une voie publique du 10e arrondissement de Paris, ouverte en 1866, est appelée rue Perdonnet le 10 août 1868[5].
- Une voie publique de Tournan-en-Brie est appelée rue Auguste Perdonnet[6].
- À Thorigny-sur-Marne, le lycée professionnel porte son nom[7].
- Le monument à sa mémoire au cimetière du Père-Lachaise (1869) est l'œuvre de Gabriel-Vital Dubray.